# Nhựa đường

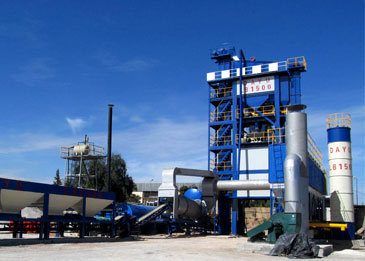
Nhà máy nhựa đường

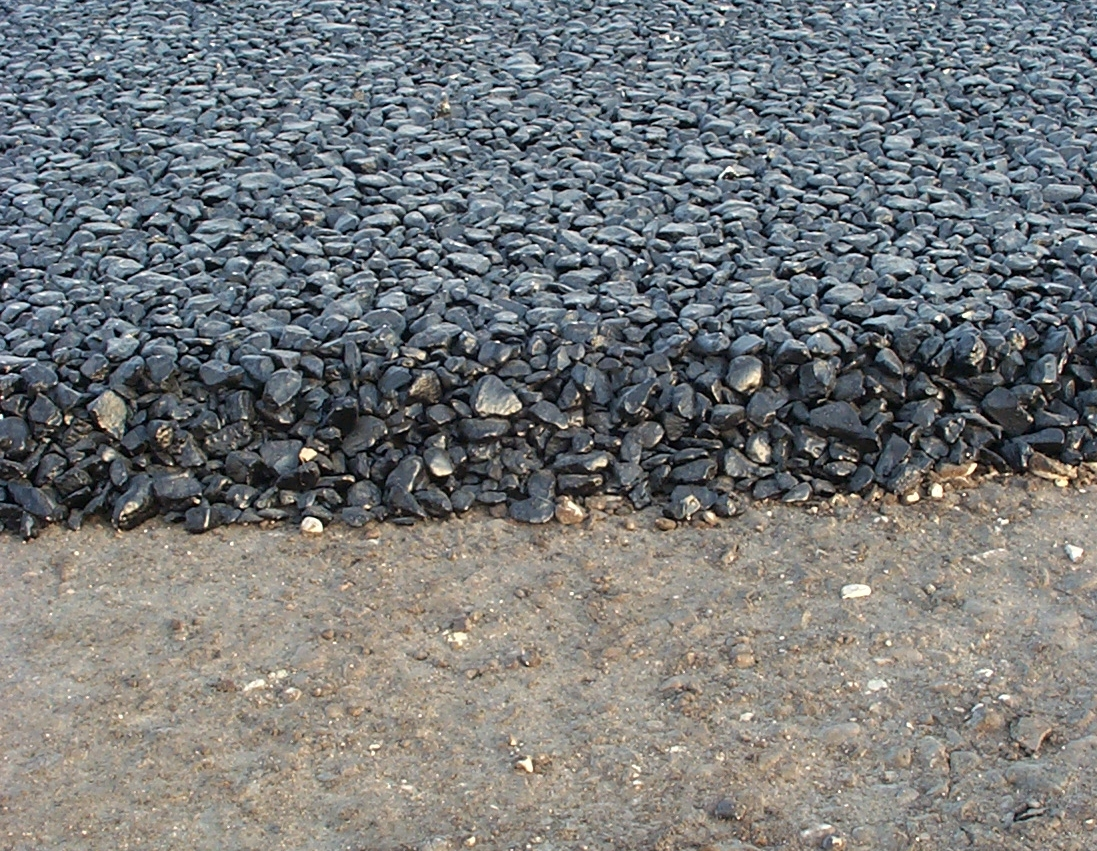
Nền nhựa đường

Nhựa đường (UK: /ˈbɪtjʊmɪn/, US: /bɪˈtjuːmən, baɪ-/) là một chất lỏng hay chất bán rắn có độ nhớt cao và có màu đen, nó có mặt trong phần lớn các loại dầu thô và trong một số trầm tích tự nhiên. Thành phần chủ yếu của nhựa đường là bitum. Vẫn tồn tại một số bất đồng trong số các nhà hóa học liên quan đến cấu trúc của nhựa đường, tuy nhiên phổ biến nhất là nó được giả lập mô hình như là một chất keo.
Nhựa đường đôi khi bị nhầm lẫn với hắc ín do nó cũng là sản phẩm chứa bitum, nhưng hắc ín là loại vật liệu nhân tạo được sản xuất bằng phương pháp chưng cất phá hủy các chất hữu cơ. Tuy cùng là sản phẩm chứa bitum nhưng thông thường hàm lượng bitum trong hắc ín thấp hơn của nhựa đường. Hắc ín và nhựa đường có các thuộc tính cơ lý rất khác nhau.
Nhựa đường có thể được tách ra từ các thành phần khác của dầu thô (chẳng hạn naphtha, xăng và dầu điêzen) bằng quy trình chưng cất phân đoạn, thông thường dưới các điều kiện chân không. Việc chia tách tốt hơn nữa có thể đạt được bằng cách xử lý tiếp các phần nặng nhất của dầu mỏ trong các khối khử nhựa đường sử dụng prôpan hoặc butan trong pha siêu tới hạn để hòa tan các phân tử nhẹ hơn và sau đó được tách ra. Có thể xử lý tiếp bằng cách "thổi" sản phẩm: cụ thể là bằng cách cho nó phản ứng với oxy. Phương pháp này làm cho sản phẩm cứng và nhớt hơn.
Các trầm tích tự nhiên chứa nhựa đường bao gồm các hồ nhựa đường (chủ yếu khai thác từ hồ Trinidad ở Trinidad, hồ Bermudez ở Venezuela), gilsonit, biển Chết ở Israel và các loại cát hắc ín.
Nhựa đường là đủ cứng để vận chuyển theo các đống rời (nó chỉ mềm đi khi bị nóng quá) vì thế đôi khi nó được trộn lẫn với dầu điêzenl hay dầu lửa cho dễ vận chuyển. Vào lúc giao hàng, các chất nhẹ hơn này sẽ được tách ra khỏi hỗn hợp. Hỗn hợp này thông thường được gọi là bitum nguyên liệu (BFS).
Ứng dụng lớn nhất của nhựa đường là sản xuất bê tông atphan để rải đường, nó chiếm khoảng 80% toàn bộ lượng nhựa đường thương phẩm được tiêu thụ ở Hoa Kỳ. Việc gắn kết các ván ốp chiếm chủ yếu phần còn lại. Các ứng dụng khác còn có: làm thuốc xịt cho động vật, xử lý cột hàng rào và chống thấm nước cho công trình xây dựng.
Ở Trung Đông cổ đại các trầm tích tự nhiên chứa nhựa đường đã được sử dụng để làm vữa để gắn kết gạch và đá, xảm tàu và chống thấm nước. Từ để chỉ nhựa đường trong tiếng Ba Tư là mumiya, có lẽ là nguồn gốc cho từ "mummy" (xác ướp) trong tiếng Anh.

## Nguồn gốc

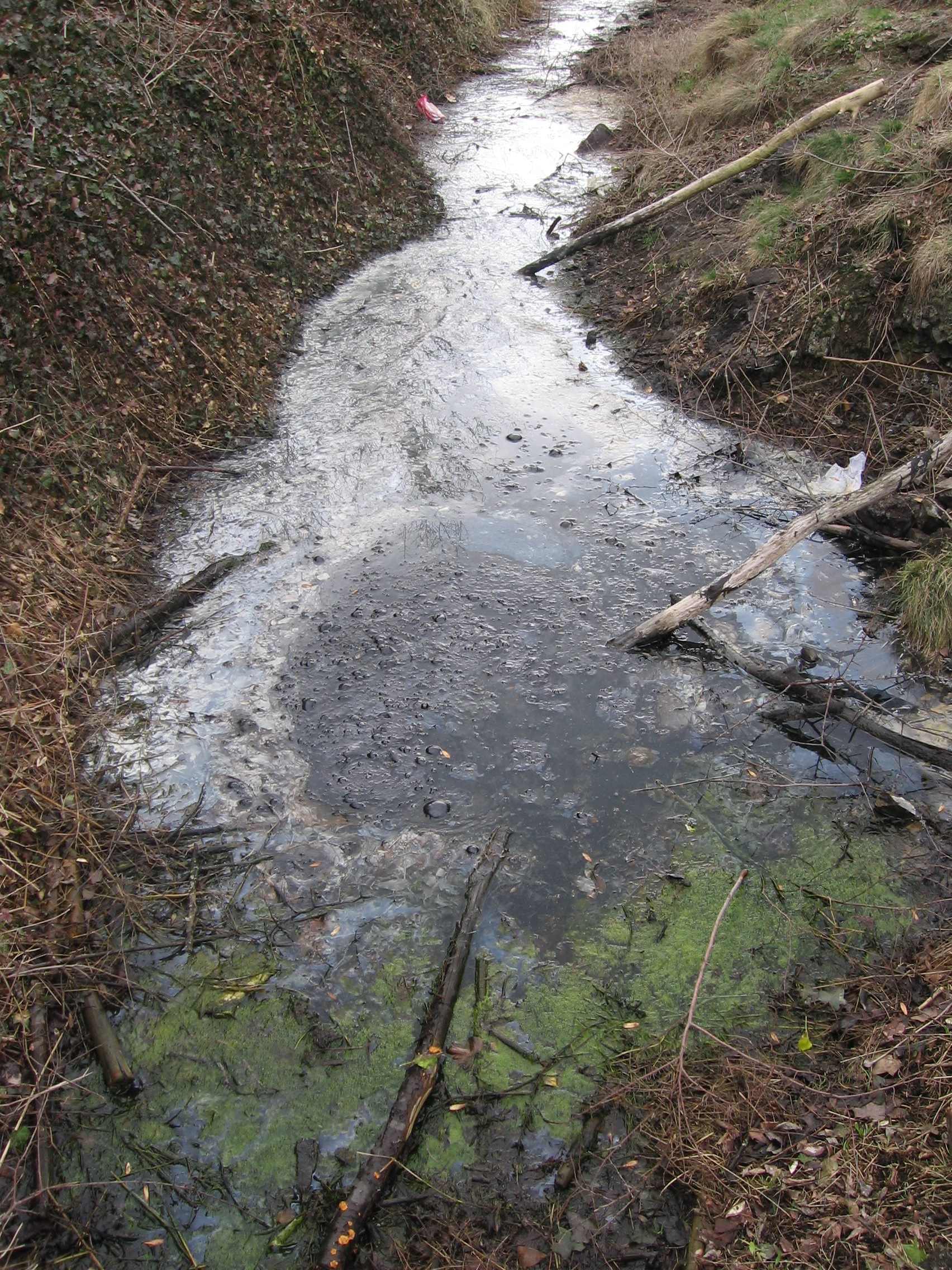
Mỏ nhựa đường ở Puy de la Poix, Clermont-Ferrand, Pháp